# Johnny Lion
Johnny Lion, pseudoniem van John van Leeuwarden, (Den Haag, 4 juli 1941 – Breda, 31 januari 2019) was een Nederlands zanger en acteur. Lion was zanger van The Jumping Jewels en werd later als solozanger bekend met de hit Sophietje.

## The Jumping Jewels

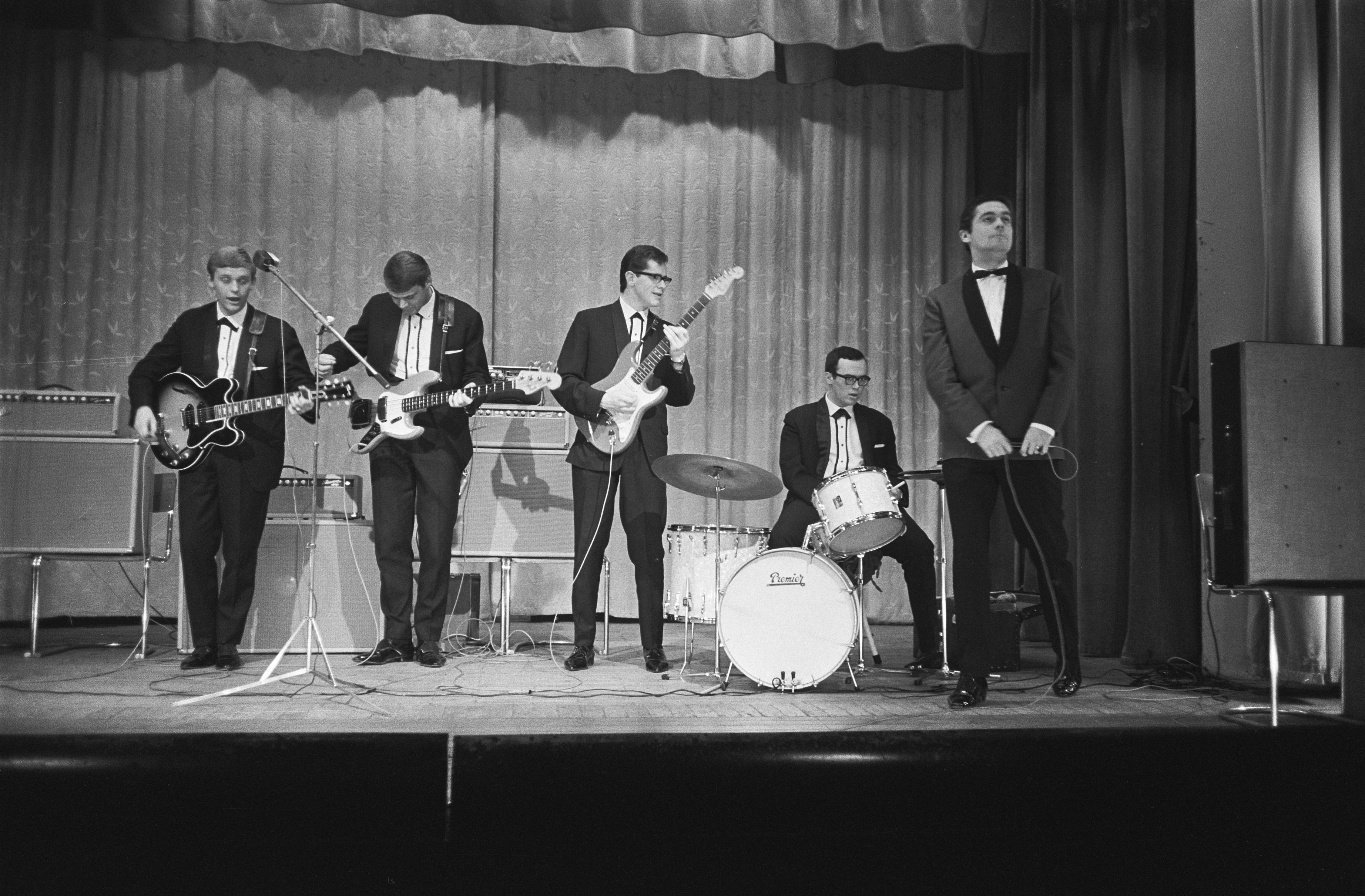
Johnny Lion (rechts) met The Jumping Jewels (1964)

In 1959 formeerde hij met een aantal schoolvrienden de band Johnny & His Jewels, later omgedoopt in The Jumping Jewels. Deze groep, geformeerd naar het voorbeeld van de commerciële rocker Cliff Richard, scoorde in 1961 een nummer 1-hit met Wheels en had tot 1965 nog enkele successen in Nederland.

## Solo
In dat jaar verliet Van Leeuwarden de groep om als Nederlandstalige solozanger door te gaan. Dit leverde hem meteen de grote hit Sophietje op, het Zweedse nummer Fröken Fräken van Thore Skogman, in het Nederlands vertaald door Gerrit den Braber en opgedragen aan zijn vriendin en zakenpartner Sophie van Kleef. Het jaar daarop scoorde hij met Tjingeling wederom een hit en opende hij met Van Kleef een kledingboetiek met de naam Sophie en Johnny. Deze bleef bestaan tot hun relatie in 1969 afgelopen was.
Na Tjingeling wist hij geen echte hits meer te halen. Wel kreeg hij een vaste aanstelling voor een seizoen bij het Circus Boltini, samen met Rob de Nijs. 
In latere jaren liet Lion zo nu en dan als zanger van zich horen, onder meer met de single Alleen in Dallas uit 1983 (een cover van Getting So Exciting uit 1981 van de Engelse zanger Lee Kosmin) die -  doordat dj Jeroen van Inkel de plaat in het voorjaar van 1988 veelvuldig draaide in zijn ochtendshow Ook Goeiemorgen op Radio 3 - een radiohit werd. De plaat bereikte vreemd genoeg niet de Nederlandse Top 40, maar bleef  steken in de Tipparade, waar de single 6 weken stond genoteerd. Wél bereikte het nummer de 42e positie van de Nationale Hitparade Top 100.
Het titellied van de film Brandende Liefde uit 1983 werd in datzelfde jaar veel gedraaid op Hilversum 1 en Hilversum 3. De plaat werd eveneens een radiohit,  maar bereikte de Nederlandse Top 40, Nationale Hitparade en de TROS Top 50 niet. Overigens noemde hij zich op deze singles John Lion.

## Journalistiek
Van Leeuwarden bleef na zijn zangcarrière werken bij Circus Boltini, nu als perschef. Later schreef hij ook columns voor het weekblad Panorama en maakte hij in 1995 voor dat blad samen met Govert de Roos de serie In bed met Johnny Lion. Tevens heeft hij als journalist voor diverse tijdschriften en kranten gewerkt en was hij onder andere tien jaar (2001-2011) hoofdredacteur van het SENA Performers Magazine.

## Film
Johnny Lion was ook actief als acteur: in 1998 in de speelfilm Siberia en in 2003 speelde hij een rol in Van God Los.

## NPO Radio 2 Top 2000
| Nummer met noteringen in de NPO Radio 2 Top 2000 | '99  | '00  | '01  | '02 | '03  | '04  |
| ------------------------------------------------ | ---- | ---- | ---- | --- | ---- | ---- |
| Sophietje                                        | 1781 | 1742 | 1937 | -   | 1547 | 1305 |

1. ↑  Een '-' betekent dat het nummer niet was genoteerd en een vetgedrukt getal geeft de hoogste notering aan.
2. ↑  Deze tabel is bijgewerkt tot en met de meest recente editie (2024).

- Gemeinsame Normdatei: 134763564
- International Standard Name Identifier: 0000 0003 9621 4603
- MusicBrainz: 237a5c07-9f54-4fa3-8002-508b75fc94f4
- Nederlandse Thesaurus van Auteursnamen: 099423030
- Virtual International Authority File: 291054343
- WorldCat: E39PBJymFg9HtVMD9YwvPYGWDq